# Jane Seymour (skådespelare)
Jane Seymour, egentligen Joyce Penelope Wilhelmina Frankenberg, född 15 februari 1951 i Hayes i Hillingdon, Greater London, är en brittisk skådespelare.

## Biografi
Seymour fick sitt stora genombrott som Bondbrud mot Roger Moore i Leva och låta dö.
Jane Seymour är känd i rollen som läkaren Michaela Quinn i tv-serien Doktor Quinn. I miniserien Krig och hågkomst gjorde hon en stark rollgestaltning som Natalie Henry. En av hennes tidigaste roller var som Emma Fogarty i Onedinlinjen. 2004–2005 medverkade hon i några avsnitt av tv-serien Smallville.
Jane Seymour tog sitt artistnamn från Henrik VIII:s tredje fru.

## Filmografi i urval
- 1972–1973 – Onedinlinjen (TV-serie)
- 1973 – Leva och låta dö
- 1977 – Sinbad och tigerns öga
- 1980 – Somewhere in time
- 1981 – Öster om Eden (TV-serie)
- 1982 – Den röda nejlikan
- 1983 – Fantomen på Operan
- 1988 – Prinsen och mrs Simpson (TV-film)
- 1988 – Jack the Ripper (TV-serie)
- 1988 – Krig och hågkomst (TV-serie)
- 1989 – Franska revolutionen
- 1993–1998 – Doktor Quinn (TV-serie)
- 2000 – Yesterday's Children
- 2004–2005 – Smallville (TV-serie)
- 2005 – The Wedding Crashers
- 2013 – Austenland

## Teater

### Roller
| År   | Roll            | Produktion            | Regi       | Teater                            |
| ---- | --------------- | --------------------- | ---------- | --------------------------------- |
| 1980 | Constanze Weber | Amadeus Peter Shaffer | Peter Hall | Broadhurst Theatre, New York, USA |

## Utmärkelser
- Golden Globe Award för bästa kvinnliga huvudroll i en miniserie eller TV-film, för Öster om Eden (TV-serie),  1982
- Emmy Award för kvinnliga biroll i en miniserie eller film, för Onassis: The Richest Man in the World,  1988
- Golden Globe Award för bästa kvinnliga huvudroll – TV-serie, drama, för Doktor Quinn,  1996
- Stjärna på Hollywood Walk of Fame
- Officer av Brittiska imperieorden

[Redigera Wikidata]